# 四川漏斗蛛
四川漏斗蛛（学名：Agelena secsuensis）为漏斗蛛科漏斗蛛属的动物。在中国大陆，分布于四川等地。